# Other Lives
Other Lives est un groupe de rock indépendant américain, originaire de Stillwater, en Oklahoma.

## Biographie

### Débuts
En 2004, Jesse Tabish s'entoure de quatre musiciens (Jonathon Mooney, Jenny Hsu, Josh Onstott et Colby Owens) pour former Kunek, un groupe alors exclusivement instrumental,. En 2006, ils enregistrent un premier album intitulé Flight of the Flynns. 
Désormais renommé Other Lives, Tabish et ses musiciens réalisent deux enregistrements éponymes, un EP en 2008 et un album en avril 2009. Le deuxième, Other Lives (2009), est enregistré à Los Angeles, et produit par Joey Waronker. Le nom du groupe serait inspiré du film allemand La Vie des autres de Florian Henckel von Donnersmarck. On peut également établir un possible lien avec le titre du premier album solo de Ray Davies, chanteur des Kinks, intitulé Other People's Lives, sorti en 2004.

### Tamer Animals
De mai à août 2011, le quintette Other Lives enregistre un deuxième album studio, Tamer Animals. Cet album produit par le label TBD Records (Radiohead ; Port O'Brien) est celui de la consécration. La composition de l'album, dont Jesse Tabish a été le « chef d'orchestre », dure 16 mois. Cette période traduit l'esprit perfectionniste et minutieux du groupe. C'est à nouveau Joey Waronker qui s'est chargé du mixage final.
Musicalement, Tamer Animals est un mélange entre rock indépendant, folk et folk psychédélique le tout avec une approche parfois très orchestrale (notamment inspirée de Maurice Ravel) . Ce deuxième album utilise la voix de Jesse Tabish dans de nombreux arrangements, étoffant ainsi les débuts plus intimistes initiés depuis 2004. Le chant est désormais traité comme un instrument à part entière, inspiré entre autres par la musique contemporaine de Philip Glass. Ce disque témoigne de l'importance que porte le groupe aux arrangements et superpositions instrumentales et mélodiques. Le groupe a ainsi été qualifié de « symphonie de chambre », les pianos, synthétiseurs, guitares, basse, harmonium, orgues, vibraphones, clavecins, cuivres, violons, violoncelles contribuant à un effet de richesse harmonique caractéristique de la formation. Ce disque, sombre et mélancolique, rappelle les Fleet Foxes, le chant de The National ou les arrangements de cordes des Tindersticks. Tabish évoque quant à lui les islandais de Sigur Rós et Godspeed You! Black Emperor. L'ampleur cinématographique, où chaque titre est une scène du film, fait parfois allusion (notamment pour la chanson Dust Bowl III) aux musiques des westerns spaghettis d'Ennio Morricone,,. 
En septembre 2011, Other Lives a lancé un site interactif tameranimals.com permettant aux internautes d'avoir accès aux contenus musicaux et vidéos basés sur la chanson For 12.

### Sur scène
L'abondance instrumentale de Other Lives prend d'autant plus d'ampleur sur scène, allant jusqu'à douze musiciens. Après la sortie de Tamer Animals, Other Lives a accompagné la tournée nord-américaine et canadienne du songwriter Bon Iver en septembre 2011, puis a entamé une tournée européenne jusqu'à fin de l'année.
À partir de février 2012, le groupe assure la première partie de la tournée américaine de Radiohead.
En août 2011, Other Lives participe au festival La Route du Rock de Saint-Malo ainsi qu'au festival Les Inrocks au mois de novembre. Le 20 juillet 2012, le quintette participe au Festival des Vieilles Charrues de Carhaix.

## Membres
- Jenny Hsu - violoncelle, piano, chant
- Jonathon Mooney - guitare, violon, trompette, percussions
- Josh Onstott - basse
- Colby Owens - batterie, percussions
- Jesse Tabish - chant, guitare, piano, etc.

## Discographie
- 2006 : Fight of the Flynns (Kunek)
- 2008 : Other Lives (EP)
- 2009 : Other Lives
- 2011 : Tamer Animals
- 2015 : Rituals
- 2020 : For Their Love